# 이지 비주
이지 비주(Izzy Bizu, 1994년 2월 22일 ~ )는 에티오피아계 잉글랜드의 싱어송라이터이다. 2015년 11월, 브릿 어워드 크리틱스 초이스상과 사운드 오브 2016 명단에 이름을 올렸다.

## 생애
사우스 웨스트 런던 출신이다. 아버지는 잉글랜드인, 어머니는 에티오피아인이다. 엘라 피츠제럴드, 베티 스완, 제임스 브라운의 음악을 들으며 성장했다. 또, 에이미 와인하우스와 아델의 영향을 받아 소울, 펑크, 재즈, 팝을 결합한 퓨전 음악을 하게 되었다. 더 블랙 키스, 다이애나 로스, 그래매틱스, 샘 쿡의 영향도 받았다고 한다.

## 경력

### 2013:Coolbeanz
2013년 2월, 한 오픈 마이크 경연에서 우승했다. 이 경연에 에밀리 산데와 너티 보이도 참여했었다. 2013년 9월, 첫 EP Coolbeanz를 발매했다. 레이블 없이 혼자서 만들고 낸 앨범이며, 이 앨범은 아이튠즈 소울&RnB 차트에서 3위로 데뷔했다. 2013년, 샘 스미스의 영국 투어에 참여했고, 제이미 컬럼은 런던 라운드하우스 공연의 오프닝은 비주에게 맡겼다.

### 2014년-16년:A Moment of Madness
2014년 6월, BBC 인트로듀싱(BBC Introducing)에 발탁되어 글래스톤베리 페스티벌 무대에 서게 되었다. 2016년 6월, 에픽 레코드 UK와 계약했다. 1년 후, 앨범 Adam & Eve and Diamond 의 첫 싱글을 발매했고, 글래스톤 베리 무대에 다시 한 번 섰다. 2015년 9월, 두번째 싱글 Give Me Love을 발매했고, 줄스 홀랜드쇼에서 TV 데뷔를 했다. 루디멘탈, 폭시스의 영국 투어에 참여했다. 2015년 11월, 브릿 어워드 크리틱스 초이스상에 지명됐다. 2016년 9월 2일, 데뷔 앨범 A Moment of Madness 가 발매될 예정이다.

## 음반 목록

### 정규 앨범
- A Moment of Madness (2016)

### EP
- Coolbeanz (2013)
- Glita (2019)